# 장루이 코헨
장루이 코헨(Jean-Louis Cohen, 1949년 7월 20일 ~ 2023년 8월 7일)은 프랑스의 건축가, 건축사학자이다. 1994년부터 뉴욕 대학교 미술연구소(Institute of Fine Arts)에서 셸던 H. 솔로우(Sheldon H. Solow) 건축사학 교수를 지냈다.